# Просопографія
Просопографія (від грец. προσοπον — обличчя, особа, персона) — дисципліна, що за допомогою методів генеалогії, демографії, психології, психолографії, ономастики, нумізматики та інших спеціальних історичних дисциплін досліджує особу в усій сукупності її індивідуальних якостей та взаємостосунків з оточенням.
Термін «просопографія» був запроваджений в історичну науку в XIX ст. на означення методу в історико-біографічних, а іноді і в статистичних дослідженнях, за допомогою якого досліджувалися особи і соціальні групи, створювалися «колективні біографії» і відстежувалися певні закономірності.
Одним з напрямів просопографічних досліджень є створення колективних біографій груп осіб, об'єднаних за певною ознакою: родинною, професійною, соціальною, політичною, етнічною тощо.
Просопографія займається пошуком, атрибуцією і зведенням біографічних та всіх інших даних (зовнішність, риси вдачі й особисті якості, родинні зв'язки, сфера діяльності, кар'єра, різні життєві обставини тощо) про осіб, які згадуються в історичних джерелах, з метою максимально повного відтворення минулого як історії людей.

## Історія
Витоки просопографії сягають 16 ст. і пов'язані з проблемою студіювання історії різних соціальних груп та біографій окремих їх представників. Але розквіт дисципліни припав на кінець 19 ст., коли вона широко використовувалася для відтворення історії стародавніх суспільств — Стародавньої Греції, Риму Стародавнього, Стародавнього Єгипту, Візантійської імперії. Значний внесок в її становлення як наукової дисципліни зробили такі європейські науковці, як Е.Ріттерлінг, Т.Франке, Г.Альфреді, Д.Форні, Ж.Лоран та ін. Завдяки методам П. вчені створювали соціальний портрет або колективну біографію різних прошарків суспільства чи професійних угруповань.

## Теоретичні підвалини
Теоретичні підвалини дисципліни було закладено відомим французьким ученим, одним із засновників школи «Анналів» Л.Февром, який вважав основним завданням історика відтворення «живої історії», а її центральним персонажем — людину минулого зі всіма притаманними їй особливостями. Саме школою «Анналів» був започаткований новий напрям досліджень — «нова сімейна історія», покликаний розглядати історію кожної особистості в контексті сучасного їй суспільства, її соціального та родинного походження.

## Інформаційні технології
Розвиток і поширення інформаційних технологій, які дають можливість робити загальний суспільний зріз різних історичних епох, сприяли подальшому розвитку П. У 1950-ті рр. французький учений Л.Анрі запропонував метод, що отримав назву «відновлення історії родини», та використовував машинні способи обробки історичної інформації. Таким чином, відбувалася реконструкція історії не просто родини чи роду, а певних кланів. Цей напрям розвинув інший французький дослідник — М.Перонне.
За створення «колективних біографій» різних людських груп ратує у своїх працях німецький науковець Т.Маурер, оскільки особа у таких розвідках розкривається в індивідуальному і суспільному вимірах.
Сьогодні в західноєвропейській науці просопографічні дослідження активно використовуються з метою висвітлення соціальної історії різних історичних періодів, зокрема середньовіччя. Ґрунтовні праці присвячені студіюванню державної бюрократії Франції, персонального складу італійських судів, німецьких ченців тощо.

## Два основні напрями
Таким чином, сформувалися два основні напрями розвитку П.: перший — дослідження соціальних, професійних, етнонаціональних груп (Life History), другий — родинна історія (Family History).
Обидва напрями набули значного розвитку в російській історіографії 2-ї половини 19 — початку 20 ст. Ці студії, репрезентовані працями О.Васильчикова, М.Чулкова, М.Лихачова, М.Мятлева та ін., були присвячені висвітленню як окремих родинних кланів, так і соціальних груп — дяків, купецтва, дворянства, боярської аристократії, і тісно пов'язані з генеалогією та біографістикою.

## Просопографічні дослідження за радянських часів
Просопографічні дослідження тривали і за радянських часів, але стосувалися переважно соціальної історії періоду середньовіччя. Плідно в цьому напрямі працювали: М.Бичкова, С.Веселовський, В.Кобрін, В.Янін, О.Зимін та ін. Значний внесок у висвітлення процесу формування російського купецтва зробив А.Аксьонов. Сучасна російська П. переживає піднесення, закладаються її теоретичні підвалини, розширюється область її застосування — від античності до сьогодення (О.Колобов, М.Петрова, М.Нечаєва, Ю.Юмашева та ін.).

## Просопографічні дослідження в Україні
Значний доробок у цій галузі належить українським науковцям. Праці Михайла Максимовича, Володимира Антоновича, О.Лазаревського, В.Модзалевського, МихайлаГрушевського заклали основу для подальших досліджень. У галузі просопографії активно працювали Ярослав Дашкевич, В.Кривошея, Віталій Чишко та працюють Наталія Яковенко, І.Іван Старовойтенко, Н.Миронець, М. Ніколаєв, Н.Барабаш, В.Томазов, В.Панашенко, В.Щербак, В.Горобець, Г.Голубчик та ін.